# Annie Van Avermaet
Annie Van Avermaet (Lokeren, 11 december 1940) is een Belgisch neerlandica. Ze was tot haar pensioen in 2006 docent Nederlands als Tweede Taal (NT2) aan het Interfacultair Instituut voor Levende Talen (ILT) in Leuven en docent uitspraak Nederlands bij de opleiding Germaanse Taal- en Letterkunde aan de KU Leuven. Ze werd bekend van het tv-programma Hier spreekt men Nederlands, waarin ze samen met Fons Fraeters en Joos Florquin op een luchtige manier de kijkers Algemeen Nederlands bijbracht. Ze werkte ook mee aan het programma Ten huize van ..., waarin verschillende bekende mensen bij hen thuis geïnterviewd werden.

## Levensloop
Annie Van Avermaet was het jongste kind van twee onderwijzers. Toneel was belangrijk ten huize van Van Avermaet: vader heeft meerdere toneelverenigingen opgericht en haalde de eigen kinderen meer dan eens op het podium. Ook thuis werd er bij elke belangrijke gelegenheid opgetreden en voorgedragen. Vanaf haar dertiende volgde Annie Van Avermaet voordracht in het conservatorium van Lokeren.
Samen met buurmeisje en beste vriendin Thérèse De Jaeger (die later met sportjournalist Jan Wauters zou trouwen) volgde Annie Van Avermaet middelbaar onderwijs, richting Grieks-Latijnse, aan Onze-Lieve-Vrouw-Presentatie van Sint-Niklaas. Ze zaten er samen op internaat.
Na het middelbaar trok Annie Van Avermaet samen met Thérèse De Jaeger naar Leuven om aan de Katholieke Universiteit Leuven Germaanse filologie te gaan studeren. Daar maakten ze heel snel kennis met de zogenaamde 'toneelkelder' of het Leuvense studententoneel onder leiding van Joos Florquin.  Dat waren seminarieoefeningen 'Het gesproken woord', sectie toneel. Het was geen campustoneel in de klassieke zin, maar een soort laboratorium-toneel waarbij de studenten stukken testten op hun speelbaarheid. Daar leerde Annie Van Avermaet een correcte uitspraak, spreekdurf en een goed gebruik van de stem. Ze speelde er ook samen met Fons Fraeters, haar latere televisiecompagnon.

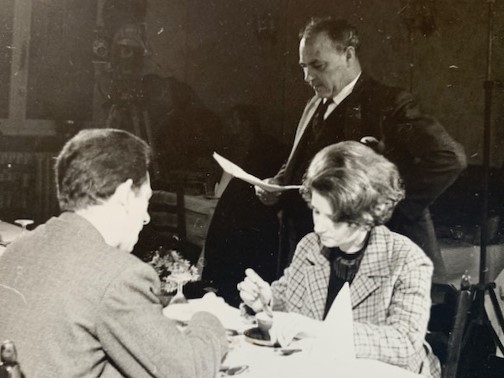
Fons Fraeters, Annie Van Avermaet en Joos Florquin tijdens een voorbereiding van een opname van 'Hier spreekt men Nederlands' in restaurant Le Clos Joli in Waterloo.

### Televisie
Toen de BRT Joos Florquin vroeg om een uitspraakitem toe te voegen aan de Teletaalles, een televisieprogramma waarmee de nationale omroep het publiek vergastte op lessen correct Nederlands, wilde hij dat alleen doen met de deskundige hulp van professor Frans Van Coetsem en op voorwaarde dat hij er een luchtige draai aan mocht geven. Hij vroeg zijn pas afgestuurde pupillen Fons Fraeters en Annie Van Avermaet om de voorbeeldzinnen via ludieke toneeltjes tot leven te brengen. De rubriek Spreek het zo uit groeide vanaf 1962 via een tussenfase onder de naam Klankbord uit tot het zelfstandige programma Hier spreekt men Nederlands, dat om de twee dagen, van 1964 tot 1972, vlak voor het journaal werd uitgezonden. Annie Van Avermaet en Fons Fraeters werkten daarnaast ook mee aan het programma Ten huize van ..., waarbij Joos Florquin bekende mensen uit de politieke en culturele wereld een uur lang bij hen thuis interviewde.

### NT2 en uitspraak
De professionele loopbaan van Annie Van Avermaet kent één rode draad: het onderwijs. Ze heeft enkele jaren lesgegeven in de Humaniora De Voorzienigheid in Diest. Daarna keerde ze terug naar Leuven als docente Nederlands voor anderstaligen aan het pas opgerichte Interfacultair Instituut voor Levende Talen in Leuven, waar ze onder meer les gaf aan Franstalige studenten tijdens de woelige periode die voorafging aan de splitsing van de universiteit in een Nederlandstalige en een Franstalige universiteit. In 1993 werd ze directeur van dit instituut en dat bleef ze tot 2003. In 2006 ging ze met pensioen. In die periode nam ze in 1996 het initiatief voor Vanzelfsprekend, een lesmethode Nederlands voor anderstaligen, die ook een reeks video's bevatte waarin ook haar collega Fons Fraeters meespeelde. Ze begeleidde en coördineerde het hele project. In 2003 kwam de opvolger Niet Vanzelfsprekend.
In 1993 was ze medestichter van de N.U.T. of Nederlandstalige universitaire talencentra in Nederland en België. Ze heeft er zich daarna nog jarenlang voor ingezet.
Ze werkte ook mee aan diverse internationale projecten, o.m. aan de ontwikkeling van een multimediale leergang op cd-rom, GO Dutch!, gefinancierd door de EU. Deze cd-rom was hoofdzakelijk bedoeld voor uitwisselingsstudenten (Erasmusstudenten). Leuven maakte het prototype voor de LWULT-talen (of Less Widely Used and Less Taught). Go Dutch! werd uitgegeven door de Nederlandse uitgeverij Coutinho in 2003.
Ook aan de Joos Florquin-zomercursus Nederlands voor Anderstaligen wijdde ze gedurende veertig jaar haar beste krachten, eerst als lesgever en vanaf 1979 als coördinator en drijvende kracht. In dezelfde periode verzorgden Annie Van Avermaet en Fons Fraeters de uitspraaklessen Nederlands voor de eerste- en tweedejaarsstudenten Germaanse filologie (later: Germaanse Taal- en Letterkunde).
Ze werkte ook mee aan een bilateraal project “Training in Democracy, democracy in training” aan de Uniqwa (Quaqua) Campus van de Universiteit van de Vrijstaat in Zuid-Afrika.
Verder was ze lid van diverse resonans- en stuurgroepen, zoals de resonansgroep van het Certificaat Nederlands Vreemde taal (CNaVT).
Van 2002 tot 2018 was Annie Van Avermaet voorzitter van de Germanistenvereniging: de vereniging voor de oud-studenten Germaanse Taal- en Letterkunde van de KU Leuven.